# Ишлык
Ишлык — село в Советском районе Кировской области в составе Греховского сельского поселения. 

## География
Находится на правом берегу Вятки на расстоянии примерно 8 километров по прямой на восток от районного центра города Советск.

## История
Известно как село с 1646 года, когда здесь было 27 дворов и 109 душ мужского пола. В 1684 разрешено было строить новую Петропавловскую церковь взамен обветшавшей. Каменная церковь построена в 1751 году. В 1764 году 157 жителей. В 1873 году здесь (село Ишлык или Петропавловское) дворов 38 и жителей 288, в 1905 33 и 183, в 1926 43 и 169, в 1950 36 и 161, в 1989 проживало 27 человек. Настоящее название закрепилось с 1950 года. 

## Население
Постоянное население составляло 22 человека (русские 100%) в 2002 году, 16 в 2010.